# ژرف‌خرگوش‌وارها
ژرف‌خرگوش‌وارها (نام علمی: Bathylagoides) نام یک سرده از تیره سیمین‌ماهی ژرفنا است.